# فرودگاه بین‌المللی پیرسون تورنتو
فرودگاه بین‌المللی پیرسون تورنتو (به انگلیسی: Toronto Pearson International Airport) یا به اختصار پیرسون تورنتو فرودگاهی بین‌المللی در تورنتو کانادا است که بزرگ‌ترین و شلوغ‌ترین فرودگاه کانادا نیز هست. در سال ۲۰۱۸ این فرودگاه ۴۹/۵ میلیون مسافر و ۴۷۴٬۳۰۴ پرواز هواپیما داشته‌است.